# Jürgen von Hehn
Jürgen Arist Bernd Victor von Hehn (* 24. Maijul. / 6. Juni 1912greg. in Riga; † 13. Februar 1983 in Hamburg) war ein deutschbaltischer Historiker aus dem heutigen Lettland, Referent im Reichssicherheitshauptamt und seit dem deutschen Überfall auf Polen maßgeblich am Kulturraub in den deutsch besetzten Gebieten Osteuropas beteiligt.

## Leben
Jürgen von Hehn wurde als Sohn von Adolph von Hehn und dessen Frau Valerie Eva Jenny Elisabeth, geb. von Brümmer, in Riga geboren. 1930 begann er ein Studium der Geschichte an der Universität Tartu, das er 1932 bis 1935 bei Hans Rothfels an der Albertus-Universität Königsberg in Königsberg fortsetzte. Nach dessen erzwungener Emeritierung wurde Hehn im Oktober 1938 bei Friedrich Baethgen über Die lettisch-literärische Gesellschaft und das Lettentum promoviert.
Zurück in Lettland leistete Hehn seinen Militärdienst beim lettischen Heer und arbeitete seit 1936 als Historiker im „Archiv für deutsche Kulturarbeit“ am Kulturamt der Deutschen Volksgemeinschaft in Lettland. Seit Herbst 1937 arbeitete er auch in der Historischen Forschungsstelle am Herder-Institut Riga.
Während der Umsiedlung der Deutsch-Balten im Gefolge des Hitler-Stalin-Paktes 1939 engagierte sich Hehn im „Volkstumskampf“ und bei der Evakuierung der deutschen Bevölkerung Rigas. Im Mai 1940 wurde er im deutsch besetzten Polen gemeinsam mit Gerhard Masing zum Leiter der auf Anordnung von Gauleiter Arthur Greiser eingerichteten Posener „Buchsammelstelle“ der Volksdeutschen Mittelstelle. Dort sollte in mehreren Kirchen das beschlagnahmte polnische Buch- und Schriftgut erfasst werden. Die wertvollen Exemplare wurden der neu gegründeten Reichsuniversität Posen übergeben, die übrigen, insbesondere polnische Belletristik, vernichtet.  Bis 1941 gingen 1,3 Millionen Bücher durch die Buchsammelstelle, von denen 400.000 in der Reichsuniversität in einer eigenen Verschlussbibliothek aufgestellt wurden.
Im Oktober 1940 war Hehn von seiner Funktion in Posen entbunden worden. Er und Masing waren zum November 1940 durch den Referenten im Staatsarchiv Johannes Papritz als wissenschaftliche Angestellte der Publikationsstelle Berlin-Dahlem eingesetzt worden, um die lettische Presse auszuwerten und ein lettisches Referat aufzubauen. Hehn war bereits Mitglied der Nord- und Ostdeutschen Forschungsgemeinschaft und gehörte 1939 zu den Vertretern der Volksdeutschen Forschungsgemeinschaften, die für das Hauptschulungsamt der NSDAP eine Tagung zum Thema Deutsche Weltgeltung – Deutsche Leistungen in fremdvölkischer Umgebung und deren Nutznießung durch andere Völker vorbereiten sollten.
Nach dem Überfall auf die Sowjetunion war Hehn ab Juli 1941 für das Geographische Institut des Auswärtigen Amtes als Sonderführer unter Hellmut Haubold beim Einsatzkommando Hamburg des Sonderkommandos Künsberg eingesetzt mit dem Auftrag, relevantes lettisches und russisches Kartenmaterial insbesondere in Archiven, Bibliotheken und Museen sicherzustellen. Unterstützt wurde er dabei von Staatsarchivrat Wolfgang A. Mommsen. Ziel des Einsatzkommandos war das Geographische Institut in Leningrad und die Eremitage. Auf dem Weg plünderte das Einsatzkommando unter Hehn unter anderem die Bestände des Geographischen Instituts in Dorpat und die Bibliotheken verschiedener Zarenschlösser. Hehn ließ die geraubten Bücher und Karten mit der Bahn in das Deutsche Reich verbringen. Mitte Oktober 1941 war er auch als Volkstumspolitischer Berater für das Vorkommando Leningrad der Einsatzgruppe A tätig, das mit der Umsiedlung Volksdeutscher aus der Umgebung Leningrads in das Deutsche Reich befasst war. Da dabei auch Juden und „Zigeuner“ selektiert und erschossen wurden, sieht Michael Fahlbusch den Beleg erbracht, dass Hehn an den Mordaktionen der Einsatzgruppe A unmittelbar beteiligt war. Nach seiner Tätigkeit beim Vorkommando Leningrad leitete Hehn die Dienststelle Sewerskaja.
Obwohl Papritz für seinen Mitarbeiter Hehn die Unabkömmlich-Stellung beantragte, lehnte Hehn dieses Ansinnen mit der Begründung ab, dass er als „kämpfender Wissenschaftler“ der Volksdeutschen Forschungsgemeinschaften besser an der Ostfront eingesetzt sei. Sein Bruder Victor von Hehn (1907–1945), 1939 stellvertretender Leiter des Landesamtes der Deutschen Volksgemeinschaft in Lettland, hatte sich bereits dem Einsatzkommando 6 der Einsatzgruppe C unter Erhard Kroeger angeschlossen.

„Sie werden sich dessen erinnern, dass ich, seit sich die Dinge im Osten zuzuspitzen begannen, aus der Publikationsstelle fort strebte, und dass ich Ihre Gründe, aus denen heraus Sie mich daran hinderten, mit einem SD-Kommando mitzugehen, keineswegs anerkennen wollte. Es ist dann doch dazu gekommen, dass ich als Vertreter der Forschungsgemeinschaft herauskam bzw. dem Auswärtigen Amt zur Verfügung gestellt wurde. Ich habe im Laufe dieser Zeit eine Menge positiver Arbeit geleistet, die [geleistet] werden muss und für die ich mich wesentlich mehr geeignet fühle als für die Arbeit in der Publikationsstelle. […] Jetzt wo der Osten wieder offen ist, insbesondere das Baltikum, kann ich doch nur noch mit Gewalt in Berlin oder dem Altreich festgehalten werden. Solange der Krieg dauert, möchte ich bei der Truppe, bzw. dem Kommando bleiben, dann aber in den Osten.“

Nachdem das „Sonderkommando Künsberg“ vom Auswärtigen Amt Ende 1942 der Waffen-SS überlassen wurde, stieg Hehn in dieser Organisation bis zum SS-Untersturmführer auf.
Im Zuge der im Juli 1943 erfolgten Auflösung des Sonderkommandos Künsberg wechselte Hehn spätestens im Spätsommer 1943 mit den meisten ehemaligen Angehörigen des Sonderkommandos Künsberg zur Gruppe VI G (Wissenschaftliche Aufklärung) des Auslandsnachrichtendienstes unter Walter Schellenberg im Reichssicherheitshauptamt (RSHA). Bei der Gruppe VI G war Hehn Stellvertreter des Leiters Wilfried Krallert. Hehn leitete in dieser Funktion 1943 und 1944 diverse Sonderkommandos, die in Kiew, Minsk, Odessa, Lemberg, Budapest und Krakau im Einsatz waren. Diese Einsatzkommandos bestanden aus bis zu 25 Spezialisten der Waffen-SS, die innerhalb eines Tages zu ihren Einsatzstellen im Ausland gelangten, um Bücher und Karten zu sichern, Gefangene zu vernehmen und politische und militärische Informationen zu erhalten. In Kiew gelang es Hehn im November 1943 noch quasi unter sowjetischem Beschuss, die Bibliothek des Kiewer Polytechnikums und die des Geologischen Instituts der Akademie der Wissenschaften abzutransportieren. Die geplünderten Institute wurde anschließend gesprengt, um die Spuren zu verwischen. Gemeinsam mit Wilfried Krallert, Viktor Paulsen und Alfred Karasek baute er einen Auslandsinformationsdienst sowie einen Auslandsmeldedienst auf.
Nach dem Krieg lebte Hehn zunächst in Melle. Dort schlug er sich mit Forschungsaufträgen durch, die er vom Auswärtigen Amt in Zusammenarbeit mit dem Johann Gottfried Herder-Forschungsrat, durch Vermittlung Kurt von Maydells, während der NS-Zeit Leiter des baltischen Referats der Publikationsstelle Berlin-Dahlem, erhielt. Über Reinhard Wittram als Vorsitzendem der Baltischen Historischen Kommission, zu deren Gründungsmitgliedern Hehn gehörte, hielt Hehn Kontakt mit der wissenschaftlichen Ostforschung.  Auf Tagungen der Baltischen Historischen Kommission trat der Experte für lettischsprachliche Veröffentlichungen mehrfach mit Vorträgen auf und widmete sich der wissenschaftlichen Osteuropaforschung. Hehn war Autor vieler Schriften, u. a. zur Umsiedlung der Balten ins Deutsche Reich. Er beschäftigte sich außerdem mit der Dokumentierung und Kommentierung der Sowjetisierung der baltischen Länder, wobei er vor allem Kontakte zu Exil-Letten pflegte.
Zeitweise stand er auch auf der Gehaltsliste des Bundesnachrichtendienstes. Hehn schlug schließlich 1958 die Beamtenlaufbahn in Hamburg ein, wo er 1970 zum Regierungsdirektor befördert wurde. Von 1979 bis 1983 war Hehn Mitglied des Johann Gottfried Herder-Forschungsrats.
Immer noch findet sich auch durch Hehn geraubtes Kulturgut in deutschen Bibliotheken, in den 1990er Jahren etwa im Archiv des Herder-Instituts.

## Schriften (Auswahl)
- Die lettisch-literärische Gesellschaft und das Lettentum. Ost-Europa-Verlag, Königsberg/Berlin 1938 (Zugl.: Königsberg, Univ., Diss., 1938).
- Die Baltischen Lande : Geschichte und Schicksal der baltischen Deutschen, Jolzner Verlag Kitzingen/Main 1951.
- Die baltische Frage zur Zeit Alexanders III. in Äusserungen der deutschen Öffentlichkeit. Marburg 1953.
- Die Sowjetregierung und der österreichische Staatsvertrag: Bericht und Dokumente 1943–1953, Arbeitsgemeinschaft für Osteuropaforschung Göttingen 1953.
- Riga : Bollwerk des Abendlandes am Baltischen Meer, Holzner Verlag Kitzingen 1954.
- Lettland zwischen Demokratie und Diktatur : Zur Geschichte d. lettländischen Staatsstreichs vom 15. Mai 1934. München 1957.
- Von den baltischen Provinzen zu den baltischen Staaten: Beitr. z. Entstehungsgeschichte d. Republiken Estland u. Lettland 1917–1918. Marburg 1971 (Hrsg.).
- Zur Entwicklung der nationalen Verhältnisse in den Baltischen Sowjetrepubliken : die Russifizierungspolitik des Kreml vor allem am Beispiel Lettlands 1975.
- Reval und die baltischen Länder : Festschr. für Hellmuth Weiss zum 80. Geburtstag. (Hrsg.): Jürgen von Hehn, Csaba János Kenéz, Marburg 1980.
- Die Umsiedlung der baltischen Deutschen – das letzte Kapitel baltischdeutscher Geschichte. Johann-Gottfried-Herder-Institut, Marburg 1982, ISBN 3-87969-169-X.